# Campeonato de los Cuatro Continentes de Patinaje Artístico sobre Hielo de 2004
El VI Campeonato de los Cuatro Continentes de Patinaje Artístico sobre Hielo se realizó en Hamilton (Canadá) entre el 21 y el 24 de enero de 2004. Fue organizado por la Unión Internacional de Patinaje sobre Hielo (ISU) y la Asociación Canadiense de Patinaje sobre Hielo.
Las competiciones se efectuaron en el Coliseo Copps. Participaron en total 95 patinadores de 11 países.

## Resultados

### Masculino
| Puesto | Nombre         | País           | Puntos |
| ------ | -------------- | -------------- | ------ |
| Oro    | Jeffrey Buttle | Canadá         | 1,5    |
| Plata  | Emanuel Sandhu | Canadá         | 3,5    |
| Bronce | Evan Lysacek   | Estados Unidos | 5,0    |

### Femenino
| Puesto | Nombre          | País           | Puntos |
| ------ | --------------- | -------------- | ------ |
| Oro    | Yukina Ota      | Japón          | 3,5    |
| Plata  | Cynthia Phaneuf | Canadá         | 5,0    |
| Bronce | Amber Corwin    | Estados Unidos | 5,5    |

### Parejas
| Puesto | Nombre                          | País   | Puntos |
| ------ | ------------------------------- | ------ | ------ |
| Oro    | Qing Pang / Jian Tong           | China  | 1,5    |
| Plata  | Dan Zhang / Hao Zhang           | China  | 3,0    |
| Bronce | Valerie Marcoux / Craig Bountin | Canadá | 4,5    |

### Danza en hielo
| Puesto | Nombre                                 | País           | Puntos |
| ------ | -------------------------------------- | -------------- | ------ |
| Oro    | Tanith Belbin / Benjamin Agosto        | Estados Unidos | 2,4    |
| Plata  | Marie France Debreuil / Patrice Lauzon | Canadá         | 3,6    |
| Bronce | Megan Wing / Aaron Lowe                | Canadá         | 6,6    |

## Medallero
| Núm. | País           | Oro | Plata | Bronce | Total |
| ---- | -------------- | --- | ----- | ------ | ----- |
| 1    | Canadá         | 1   | 3     | 2      | 6     |
| 2    | China          | 1   | 1     | 0      | 2     |
| 3    | Estados Unidos | 1   | 0     | 2      | 3     |
| 4    | Japón          | 1   | 0     | 0      | 1     |

- Datos: Q2035851
- Multimedia: 2004 Four Continents Figure Skating Championships / Q2035851